# Francisco Gomez (futbolista)
Francisco Gomez (nacido el 25 de enero de 1979 en Watsonville, California) es un futbolista estadounidense naturalizado Mexicano que actualmente juega como mediocampista para el C.D. Chivas USA de la Major League Soccer.

## Trayectoria
| Período   | Club                      | Partidos (goles) |
| --------- | ------------------------- | ---------------- |
| 1998      | California Jaguars        | 5 (1)            |
| 1999-2004 | Kansas City Wizards       | 123 (13)         |
| 2005-     | Club Deportivo Chivas USA | 12 (0)           |

- Datos: Q5483419